# Glitterkotinga
Glitterkotinga (Cotinga cayana) är en fågel i familjen kotingor inom ordningen tättingar.

## Utseende och läte
Glitterkotingan är en kompakt och medelstor tätting. I bra ljus är hanens fjäderdräkt enastående, men kan verka svartaktig annars. I västra Amazonområdet överlappar den med plommonstrupig kotinga. Hane glitterkotinga skiljer sig tydligast på mer utbredda svarta teckningar, även på stjärten, medan honan känns igen på litet och rundat huvud samt fjällig fjäderdräkten. Båda könen har mörka, ej gula, ögon.

## Utbredning och systematik
Fågeln förekommer från södra Venezuela och Guyanaregionen till norra Bolivia och Amazonområdet i Brasilien. Den behandlas som monotypisk, det vill säga att den inte delas in i några underarter.

## Levnadssätt
Glitterkotingan hittas i regnskog. Den uppträder i trädtaket och ses ofta vid fruktbärande träd eller sittande på exponerade grenar. Födan består av frukt och fågeln kan röra sig långa sträckor mellan födokällor.

## Status och hot
Arten har ett stort utbredningsområde, men tros minska i antal, dock inte tillräckligt kraftigt för att den ska betraktas som hotad. Internationella naturvårdsunionen IUCN listar arten som livskraftig (LC).

## Bilder

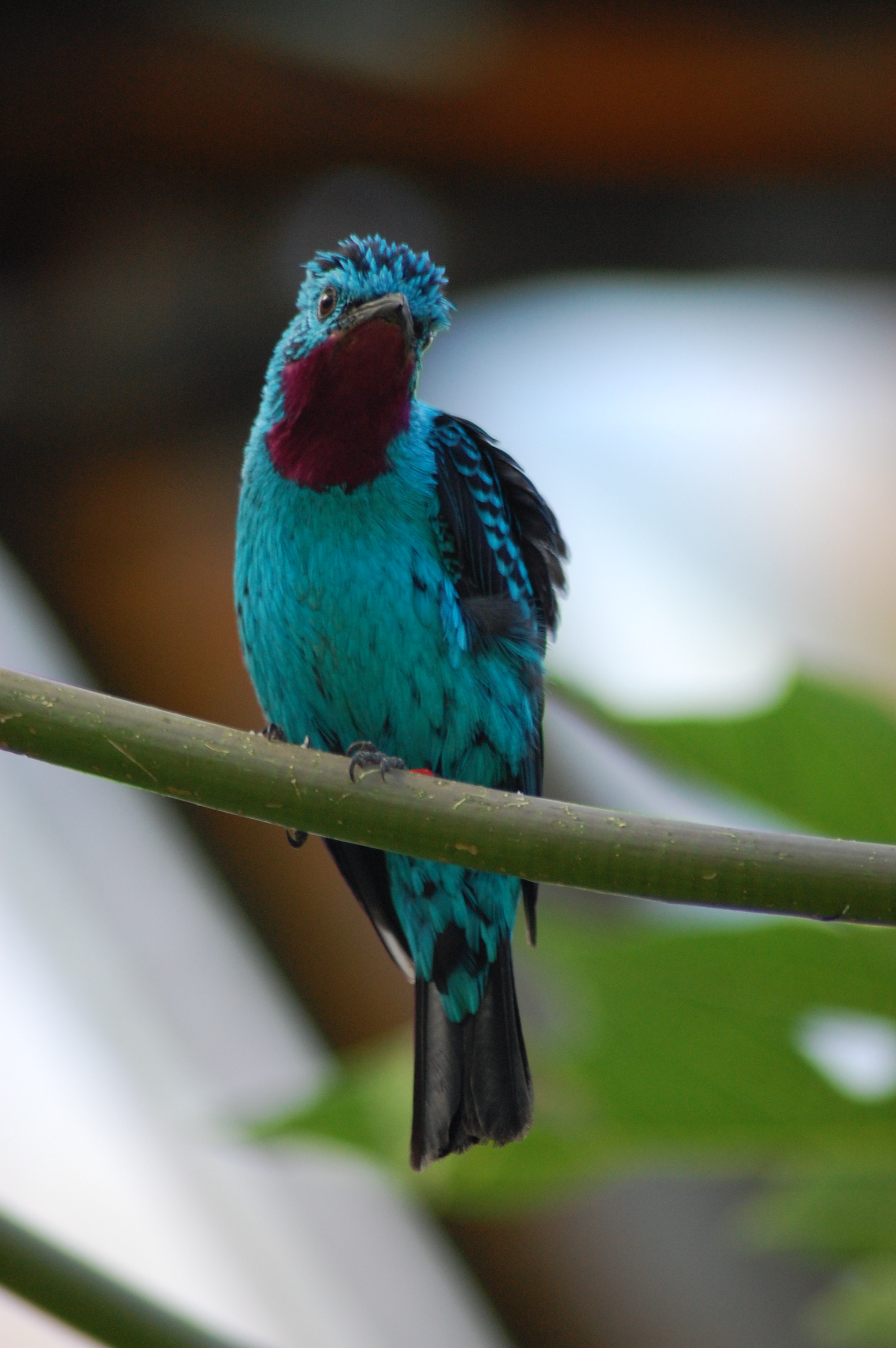
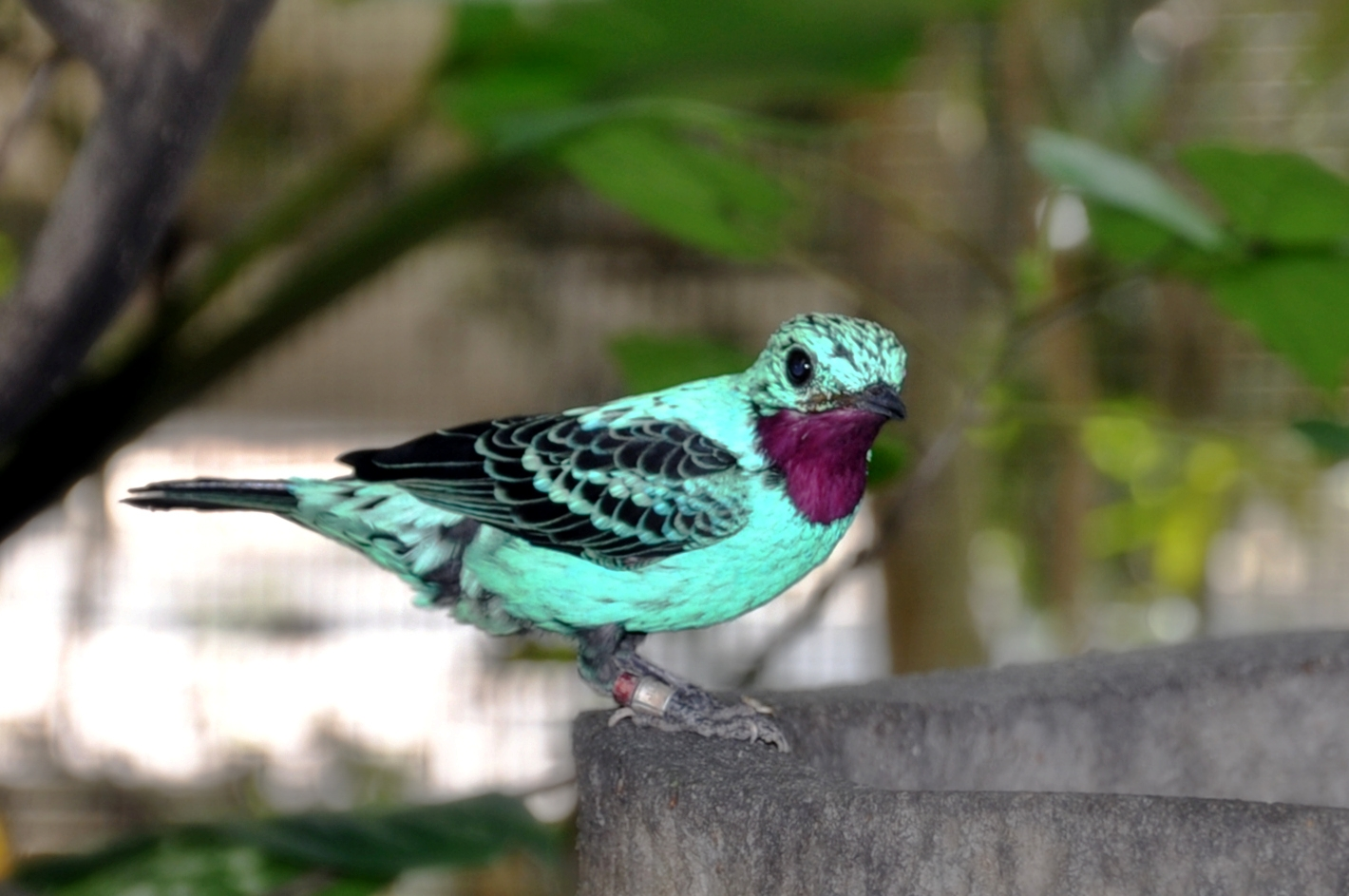
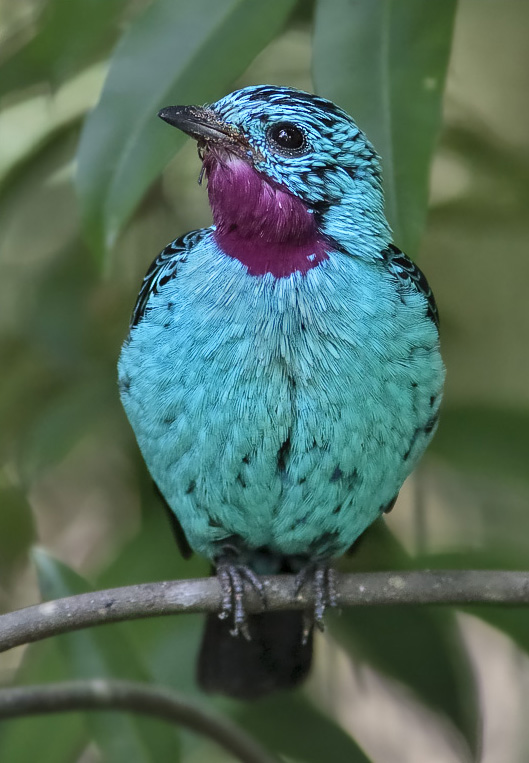
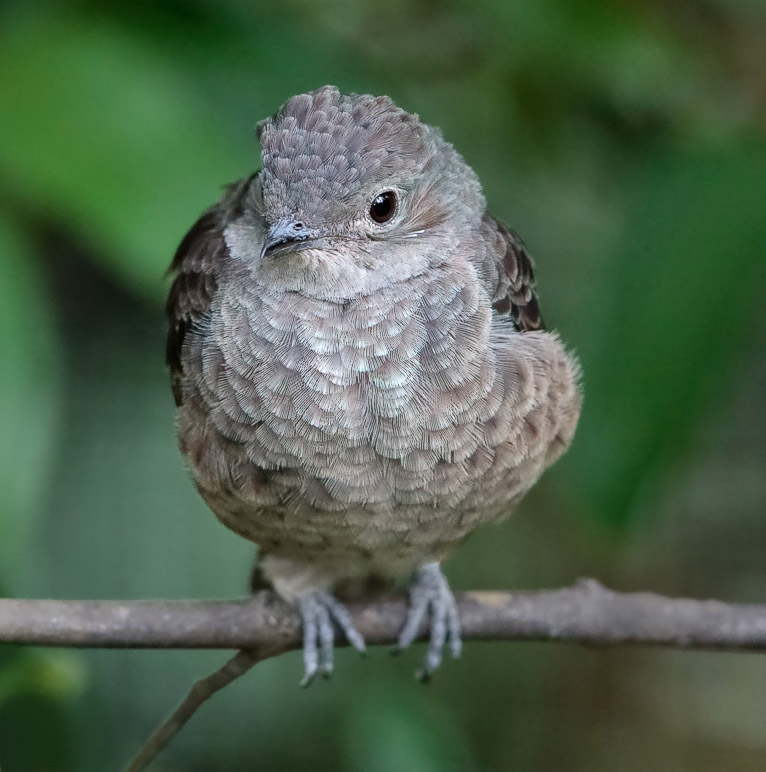
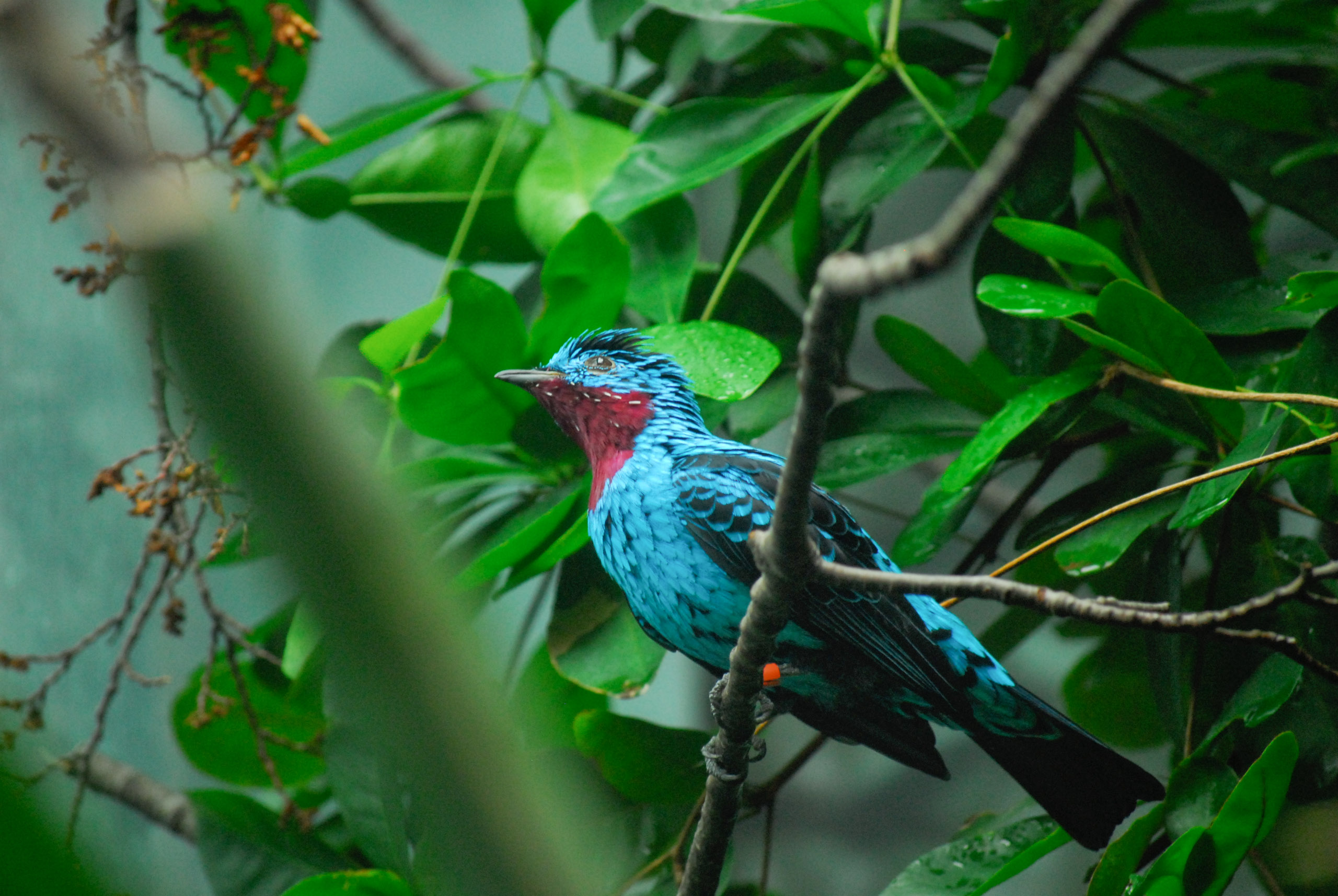